# فرودگاه کشوری امان
فرودگاه کشوری امان (به انگلیسی: Amman Civil Airport) یک فرودگاه همگانی و نظامی با کد یاتا ADJ است که یک باند فرود آسفالت دارد و طول باند آن ۳۲۷۵ متر است. این فرودگاه در شهر امان کشور اردن قرار دارد و در ارتفاع ۷۷۹ متری از سطح دریا واقع شده است.

## شرکت‌های هواپیمایی و مقصدهای پروازی

### مسافری
| شرکت‌های هواپیمایی | مقصدهای پروازی                                       |
| ----------------- | ---------------------------------------------------- |
| اردن اوییشن       | چارتر: ملک حسین، بغداد، دوبی، صبیحه گوکچن، نجف، کویت |
| فلسطینیه ایرلاینز | العریش                                               |

### باری
اردن اینترنشنال ایر کارگو is based in Marka. The company was founded in 2001, and gained its Air operator's certificate in 2005. The company operates cargo charter flights in the Middle East, Asia, Africa, and Europe، using two planes, one آنتونوف-۱۲ and two ایلیوشین ایل-۷۶.